# Skymetro
47°27′06″ пн. ш. 8°33′37″ сх. д. / 47.4517° пн. ш. 8.56016° сх. д.
Skymetro — підземний піплмувер в аеропорту Цюриха, Швейцарія.
Система завдовжки 1,1 км сполучає Аеропорт-Центр з терміналом E та прокладено під злітно-посадковою смугою 10/28.
Лінію було відкрито у вересні 2003 року та побудовано компанією Otis Elevator Company.

Станом на 2010 рік Skymetro перевезла 6,73 мільйона пасажирів на рік
.
Кошторисна вартість будівництва — 176 мільйонів швейцарських франків.

## Історія
Будівництво тунелів Skymetro розпочато в 2000 році і було завершено в 2001 році.
Перший тестовий запуск був здійснений у листопаді 2002 року, а лінія введена в експлуатацію у вересні 2003 року.
Під час будівництва на лінії використовувалися три потяги, кожен з яких складався з двох вагонів.

В 2009 році Skymetro було реконструйовано в рамках будівельного проекту «Zurich 2010», що мав на меті централізацію контролю безпеки.
Оскільки потяги розширені з двох до трьох вагонів, пасажири розділяються відповідно до того, чи пройшли вони перевірку на відповідність стандартам авіаційної безпеки ЄС (в аеропорту Цюриха чи в аеропорту відправлення), і перевозяться в окремих вагонах.

Скляні перегородки забезпечують цю сегрегацію на платформах станцій.

## Технологія
Вагони на паралельних напрямних довжиною 1138 м приводяться в рух сталевими тросами і плавають на повітряній подушці товщиною приблизно 0,2 мм, що створює бортовий повітряний компресор.
На лінії загалом дев'ять вагонів, які працюють у трьох поїздах по три вагони в кожному, кожен потяг перевозить до 157 пасажирів.

Максимальна швидкість потяга Skymetro становить 47,9 км/год, а час у дорозі між Аеропорт-Центр та терміналом E становить 3 хвилини.